# Хергенсвайлер
Хергенсвайлер (нем. Hergensweiler) — община в Германии, в земле Бавария. 
Подчиняется административному округу Швабия. Входит в состав района Линдау-Бодензее.  Население составляет 1759 человек (на 31 декабря 2010 года). Занимает площадь 12,06 км².